# Родригес, Кевин (футболист, 2000)
Кевин Хосе́ Родри́гес Корте́с (исп. Kevin José Rodríguez Cortez; род. 4 марта 2000, Ибарра) — эквадорский футболист, нападающий бельгийского клуба «Юнион» и сборной Эквадора. Участник чемпионата мира 2022 года.

## Клубная карьера
Родригес — воспитанник клуба «Имбабура». В 2017 году он дебютировал за основной состав. 

## Карьера в сборной
12 ноября 2022 года в товарищеском матче против сборной Ирака Родригес дебютировал за сборную Эквадора.

## Достижения
«Юнион»
- Чемпион Бельгии: 2024/25
- Обладатель Кубка Бельгии: 2023/24

## Статистика

### Сборная
| Эквадор | Эквадор |      |
| Год     | Игры    | Голы |
| ------- | ------- | ---- |
| 2022    | 3       | 0    |
| Всего   | 3       | 0    |

| № | Дата                | Оппонент   | Счёт | Голы | Ассисты | Карточки | Минуты    | Соревнование       |
| - | ------------------- | ---------- | ---- | ---- | ------- | -------- | --------- | ------------------ |
| 1 | 12 ноября 2022      | Ирак       | 0:0  | —    | —       | —        | 27'( 63') | Товарищеский матч  |
| 2 | 20 ноября 2022      | Катар      | 2:0  | —    | —       | —        | 1'( 89')  | ЧМ-2022 (группа A) |
| 3 | 25 ноября 2022 года | Нидерланды | 1:1  | —    | —       | —        | 1'( 89')  | ЧМ-2022 (группа A) |

Итого: сыграно матчей: 3 / забито голов: 0; победы: 1, ничьи: 2, поражения: 0.